# Apostolska nunciatura v Srbiji
Apostolska nunciatura v Srbiji je diplomatsko prestavništvo (veleposlaništvo) Svetega sedeža v Srbiji, ki ima sedež v Beogradu; ustanovljena je bila 19. junija 2006; je naslednica Apostolske nunciature v Jugoslaviji in sicer v isti stavbi in na istem naslovu v Beogradu: Svetosavska 24.
Trenutni apostolski nuncij je Santo Gangemi.

## Seznam apostolskih nuncijev v Srbiji
Apostolski nuniciji v Jugoslaviji
- Santos Abril y Castelló (24. februar 1996–4. marec 2000)
- Eugenio Sbarbaro (26. april 2000[1] – 8. avgust 2009)[2]
  - Apostolski nunciji v Srbiji od 3. junija 2006

Apostolski nunciji v Srbiji
- Orlando Antonini (8. avgust 2009[2] – 30. september 2015)
- Luciano Suriani (7. december 2015[3] – 13. maj 2022[4])
- Santo Gangemi (12. september 2022[5] – present)